# Tomasz Frankowski
Tomasz Frankowski (n. 16 august 1974, Białystok, Polonia) este un fost fotbalist polonez.
Între 1999 și 2006, Frankowski a jucat 22 de meciuri și a marcat 10 goluri pentru echipa națională a Poloniei.

## Statistici
| Polonia | Polonia | Polonia |
| An      | Meciuri | Goluri  |
| ------- | ------- | ------- |
| 1999    | 2       | 0       |
| 2000    | 2       | 1       |
| 2001    | 0       | 0       |
| 2002    | 0       | 0       |
| 2003    | 0       | 0       |
| 2004    | 3       | 2       |
| 2005    | 10      | 7       |
| 2006    | 5       | 0       |
| Total   | 22      | 10      |